# Zerstörer 1936C
Zerstörer 1936C byla třída torpédoborců německé Kriegsmarine z doby druhé světové války. Stavba žádného z nich nebyla dokončena.

## Stavba
Z plánovaných pěti torpédoborců této třídy, pojmenovaných Z46–Z50, se německým loděnicím Deschimag AG Weser podařilo rozestavět pouze první dva: Z46 a Z47. Oba trupy byly zničeny spojeneckým letectvem.

## Konstrukce
Výzbroj plavidel mělo po jejich dokončení tvořit šest nových dvouúčelových 128mm kanónů v dvoudělových věžích, šest 37mm a šest 20mm protiletadlových kanónů, které doplňovaly dva čtyřhlavňové 533mm torpédomety. Pohonný systém tvořily dvě turbíny a šest kotlů. Lodní šrouby byly dva.